# پیلاکا
پیلاکا (به اسپانیایی: Pillaka) یک کوه در پرو است که در Peru, Ancash Region واقع شده‌است. پیلاکا ۴٬۸۰۰ متر بالاتر از سطح دریا واقع شده‌است.